# Garbergs
Garbergs är en reklambyrå med säte i Stockholm. Man har även ett kontor i Malmö. Byrån grundades 1987 av Göran Garberg tillsammans med Martin Gumpert och Nils Tunebjer.
Företaget är bland annat känt för kampanjerna "Iprenmannen", "Behöver du hjälp ring Poolia", "Barn och cancer" hör inte ihop (Barncancerfonden) samt "Inget kan stoppa dig nu" (Jula). 

## Historik
Garbergs bildades ur byrån Gillberg & Co, vilket drevs av Lennart Gillberg och Göran Garberg. Sedan Gillberg lämnat bytte byrån 1987 namn till Garbergs och Martin Gumpert och Nils Tunebjer trädde in som partners jämte Garberg.
Företaget var en tidig förespråkare för ett mer strategiskt och långsiktigt grepp på varumärkesarbeten. Första Guldägget var för Folkhälsoinstitutets ungdomskampanjer 1995.
Under senare delen av 1990-talet utvecklade sig Garbergs till en koncern med flera bolag under namnet Audumbla. Vid årsskiftet 2003/2004 bytte koncernen namn till Go Group. Dotterbolaget lade till ordet "Go" i namnen och Garbergs bytte namn till Go Garbergs. I mitten av 2005 togs "Go"-prefixet bort. Go-gruppen avvecklades sedermera då de olika bolagen såldes till entreprenörerna eller integrerades i Garbergs ordinarie erbjudande.
År 2011 grundades designbyrån Garbergs Project inom Garbergs. År 2017 startades även varumärkesbyrån Open Studio Garbergs. Open Studio och Garbergs Project slogs senare ihop under namnet Open Studio och blev fristående från reklambyrån Garbergs.
Idag drivs verksamheten som omfattar strategi, research, design, kommunikation, digital produktion och foto/film av fyra delägare: Mehrnaz Bejne (VD) Sandra Gidlund, Joakim Landin och Johan van der Schoot. 

## Kunder i urval
- Tidningen Z.
- Dockers, byrå för jeansmärkets europeiska lansering efter 1993.[8] Vann guldägg 1996.
- Gröna Konsum, fram till 1997.[9]
- Ipren, 1990-tal–2013[10]. Skapade Iprenmannen som användes 1999–2011.[11]
- Ica, 1998[12]–2001
- SEB, sent 1990-tal–2004[13].
- Poolia. Skapade payoffen "Behöver du hjälp – ringa Poolia".
- Vattenfall, 2001[14]–2004[15].
- Scandinavian Airlines, under 2004.[16][17]
- Skandia, 2004[13]–
- Glocalnet, 2004[18]–.
- Svenska Spel, huvudbyrå från 2005[19]. Skapade budskapet "Spela Lagom".[20]
- Netonnet, 2006[21]–2017[22].
- Telenor, 2006[23]–2010[24].
- Fortum, 2008[25]–2014[26].
- Allians för Sverige, 2009 till valet 2010.[27]
- Nordiska kompaniet, 2010[28]–
- Alecta, 2011[29]–.
- Norwegian Air Shuttle, 2012[30]–2014[31].
- St1, 2013[32]–
- BRIS, 2013[33]–2019[34].
- Betsson, 2018[35]-2019
- Barncancerfonden, 2019[36]–. Lanserade nya reklamkonceptet "Barn och cancer hör inte ihop" 2019.[37]
- Jula, 2018 - Konceptet "Inget kan stoppa dig nu".[38]
- Brothers, 2019[39]–.
- Sova, 2019[40]–.

## Personal

### Verkställande direktörer
- Nils Tunebjer, –2003
- Martin Gumpert, 2003[41]–2006
- Joakim Landin, 2006[42]–2017
- Sedir Ajeenah, 2017[43]–2019
- Mehrnaz Bejne, 2019[44]–

### Övriga medarbetare
- Anna Qvennerstedt, copywriter på Garbergs på 1990-talet, senare ordförande för Forsman & Bodenfors.
- Lotta Lundgren, copywriter på Garbergs fram till 2005[45], senare bland annat som programledare.
- David Orlic, copywriter, senare ordförande i KOMM, branschförbundet för Sveriges Kommunikationsbyråer.
- Sandra Beijer, copywriter, senare författare.